# Cantone di Vitrey-sur-Mance
Il Cantone di Vitrey-sur-Mance era una divisione amministrativa dell'arrondissement di Vesoul.
A seguito della riforma approvata con decreto del 17 febbraio 2014, che ha avuto attuazione dopo le elezioni dipartimentali del 2015, è stato soppresso.

## Composizione
Comprendeva i comuni di:
- Betoncourt-sur-Mance
- Bourguignon-lès-Morey
- Charmes-Saint-Valbert
- Chauvirey-le-Châtel
- Chauvirey-le-Vieil
- Cintrey
- Lavigney
- Malvillers
- Molay
- Montigny-lès-Cherlieu
- Ouge
- Preigney
- La Quarte
- La Rochelle
- La Roche-Morey
- Rosières-sur-Mance
- Saint-Marcel
- Vernois-sur-Mance
- Vitrey-sur-Mance